# Nokia E71
Nokia E71 je pametni telefon podjetja Nokia iz serije E, ki deluje na platformi Series 60 3. izdaja, druga generacija Feature Pack 1. Aparat, opremljen s QWERTY tipkovnico je namenjen poslovnim uporabnikom po vsem svetu. E71 je na tržišču nasledil modele Nokia E61/61i.